# Frew McMillan

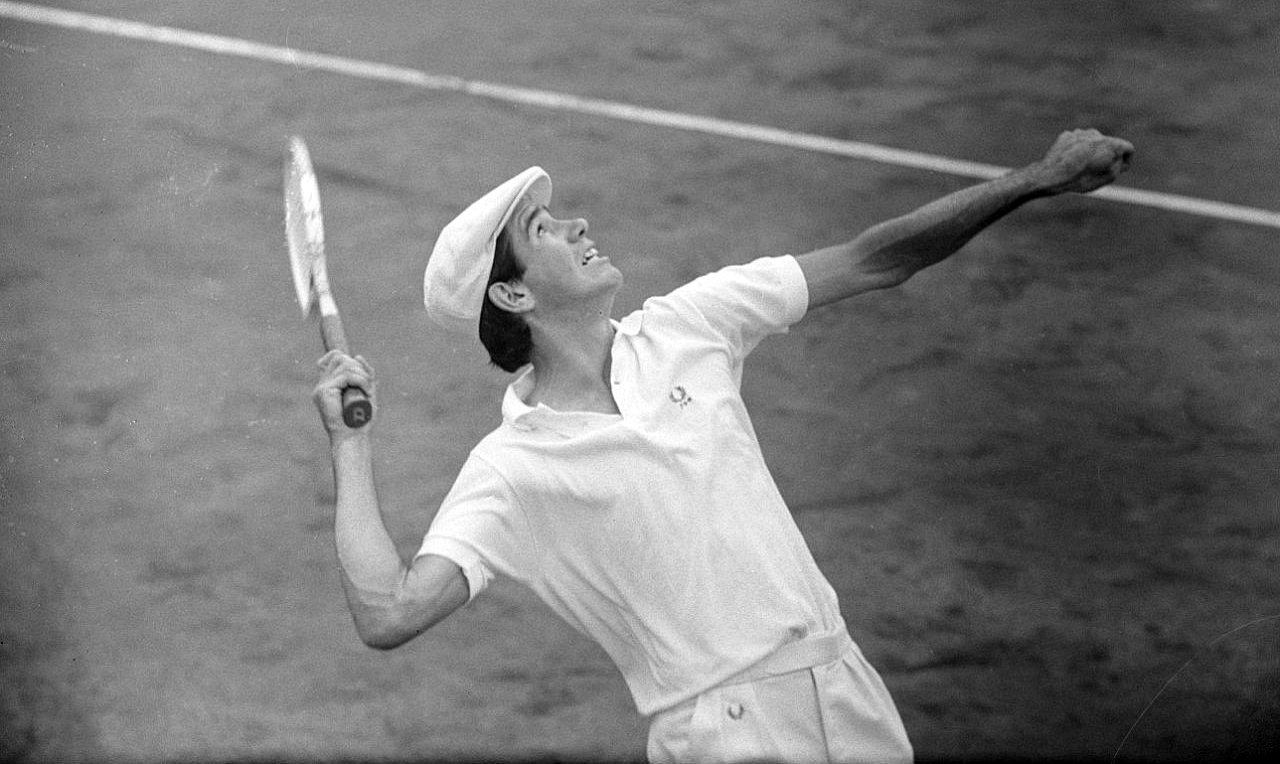
Frew McMillan

Frew McMillan, fullständigt namn Frew Donald McMillan, född 20 maj 1942 i Springs, Transvaal, Sydafrika är en sydafrikansk högerhänt tidigare professionell tennisspelare som nådde sina största framgångar som dubbelspelare. 
Frew McMillan var en av världens främsta dubbelspelare 1966-81. Under karriären vann han 10 titlar i Grand Slam-turneringar, varav 5 i dubbel och 5 i mixed dubbel. Han spelade ytterligare 6 finaler i mixed dubbel i GS-turneringar. Totalt vann han som professionell spelare 74 dubbeltitlar, vilket placerar honom på tredje plats efter Tom Okker (78) och John McEnroe (77). Som singelspelare var han mindre framgångsrik, han vann totalt 2 titlar.  
Frew McMillan upptogs 1992 i International Tennis Hall of Fame.  

## Tenniskarriären
McMillan vann sina 5 GS-titlar i dubbel tillsammans med landsmannen (ursprungligen från Australien) Bob Hewitt. Paret besegrade i Wimbledonfinalerna Roy Emerson/Ken Fletcher (1967, 6-2, 6-3, 6-4), Stan Smith/Erik van Dillen (1972, 6-2, 6-2, 9-7) och John McEnroe/Peter Fleming (1978, 6-1 6-4 6-2). I kvartsfinalen i den senare turneringen vann McMillan/Hewitt över de femfaldiga mästarna John Newcombe/Tony Roche. McMillan/Hewitt har ett rekord om 45 vunna dubbelmatcher i följd. 
McMillan vann sina mixed dubbel-titlar tillsammans med A. van Zyl (Franska mästerskapen) och Betty Stöve. 
Han var medlem av det sydafrikanska Davis Cup-laget 1965-69 och 1973-78. Han spelade totalt 30 matcher, alla utom två i dubbel, de flesta tillsammans med Bob Hewitt, och vann 25 av dessa.

## Spelaren och personen
Frew McMillan är främst känd för sin oortodoxa spelstil. Han slog både forehand och backhand med dubbelfattning. Han var också en av de första spelarna i början på 1980-talet som spelade med en tennisracket av kompositmaterial. Han är känd för att alltid spela med en vit keps på huvudet. 
Efter avslutad tävlingskarriär arbetar han som tenniskommentator för Eurosport och BBC. 

## Grand Slam-titlar
- Franska öppna
  - Dubbel - 1972
  - Mixed dubbel - 1966 (då Franska mästerskapen)
- Wimbledonmästerskapen
  - Dubbel - 1967, 1972, 1978
  - Mixed dubbel - 1979, 1981
- US Open
  - Dubbel -1977
  - Mixed dubbel - 1977, 1978